# Сага об Одде Стреле
«Сага об Одде Стреле» (исл. Örvar-Odds saga, др.-сканд. Ǫrvar Odds saga) — средневековая исландская сага, относящаяся к разновидности «саги о древних временах». Не имеет исторической основы. Входит в цикл о людях Храфнисты (Рамсты), наряду с сагами о Кетиле Лососе, Гриме Мохнатые Щеки и Ане Лучнике. Перечисленные саги рассказывают историю четырех поколений мужчин из Храфнисты в Норвегии (ныне Рамста в коммуне Нерёйсунн в фюльке Трёнделаг). Сага об Одде Стреле самая обширная из них, в ней приводится множество стихов, а в конце – предсмертная песнь (исл. ævikviða) Одда, в которой он рассказывает о событиях своей жизни.
Литературовед Финнур Йонссон утверждает, что связь Одда Стрелы с семейством из Рамсты является более поздней конструкцией и что Одд Стрела изначально не имел ничего общего с Hrafnistaslægten.
В саге приводится рассказ о смерти её героя, во многом схожий с летописным рассказом о смерти киевского князя Руси Вещего Олега от укуса змеи на могиле его любимого коня.

## Текстология
Сага об Одде Стреле была записана во второй половине XIII века. Существует несколько её версий. Более краткая (считается и более ранней) сохранилась в рукописи Perg. 4to nr 7 (1300-1324 годы, Королевская библиотека, Стокгольм). В ней, например, отсутствует персонаж Раудграни, а также эпизод с битвой при Самсё.
Младшая версия сохранилась в пергаментных манускриптах XV века AM 343a 4to и AM 471 4to, а также во многих бумажных рукописях XVII-XVIII веков. Кроме них известна и промежуточная версия, находящаяся между младшей и старшей как по времени создания, так и по содержанию и сохранившаяся в рукописи AM 344a 4to второй половины XIV века. Такое большое количество сохранившихся рукописей показывает, что сага об Одде Стреле была очень популярна не только в Средние века, но и позже.
Однако этот персонаж, вероятно, был известен  в Скандинавии и ранее, так как в историческом труде Gesta Danorum («Деяния данов», книга 5, часть 2), составленном датским хронистом Саксоном Грамматиком в XII веке, применительно к битве при Самсё упоминается Арвародд. Предсмертная песня Одда также считается старше самой саги. Предположительно она была сложена в XII веке.
Количество строф в предсмертной песне Одда различается: в старых рукописях их чуть больше десяти, а в младших - до 71. Кроме того, отличается в целом количество стихов. Младшая версия содержит те же стихи, что и старшая, хотя и в несколько иной форме, но в  дополнение к этому  она также включает и предсмертную песню соратника Одда Хьяльмара, которая также известна из саги о Хервёр и Хейдрике.

## Сюжет
Одд, сын Грима Мохнатые Щеки, рос и воспитывался в поместье Ингьяльда в Берурьодре. Однажды вёльва предсказала Одду, что он проживет 300 лет, путешествуя по разным странам, но умрет в Берурьодре от черепа коня Факси. Одд с помощью своего побратима Асмунда, сына Ингьяльда, убил коня и глубоко закопал его останки. Затем Одд и Асмунд покинули поместье.
Сначала они отправляются в Храфнисту, где Одд получает от отца три волшебные стрелы под названием «Дар Гусира». Дальше Одд с Асмундом и родичами совершают набег на Финнмерк и Бьярмаланд, где Одд и приобрел прозвище «Стрела», затем он начинает ходить в викингские походы. В конце концов Асмунд погибает в Ирландии, в отместку Одд убивает ирландского короля и трех его сыновей, но в качестве выкупа получает от королевской дочери Эльвёр волшебную шелковую рубашку и саму Эльвёр в жены.
Проведя три года в Ирландии, Одд оставляет свою жену и дочь Рагнхильд и отправляется странствовать и сражаться дальше: участвует в битве на острове Самсей (Самсё), принимает крещение в Аквитании, совершает омовение в реке Иордан, встречается с фантастическими зверями и великанами и переживает массу приключений в самых разных странах. В завершение саги Одд решает посетить родные места и приезжает сначала в Храфнисту, а затем в Берурьодр, находящийся в совершенном запустении. На берегу обнаруживается старый конский череп. Одд толкает его древком копья, и выскользнувшая из черепа змея кусает Одда в ногу. На смертном одре Одд в стихах рассказывает о своей жизни.

И когда они быстро шли, ударился Одд ногой и нагнулся. «Что это было, обо что я ударился ногой?» Он дотронулся острием копья, и увидели все, что это был череп коня, и тотчас из него взвилась змея, бросилась на Одда и ужалила его в ногу повыше лодыжки. Яд сразу подействовал, распухла вся нога и бедро. От этого укуса так ослабел Одд, что им пришлось помогать ему идти к берегу, и когда он пришёл туда, сказал он: «Вам следует теперь поехать и вырубить мне каменный гроб, а кто-то пусть останется здесь сидеть подле меня и запишет тот рассказ, который я сложу о деяниях своих и жизни». После этого принялся он слагать рассказ, а они стали записывать на дощечке, и как шёл путь Одда, так шёл рассказ [следует виса]. И после этого умирает Одд.